# Aroa incerta
Aroa incerta is een vlinder uit de familie spinneruilen (Erebidae), onderfamilie donsvlinders (Lymantriinae). De wetenschappelijke naam van deze soort is voor het eerst geldig gepubliceerd in 1891 door Rogenhofer.
De soort komt voor in tropisch Afrika.